# Су-2
Су-2 (ББ-1) — «Сухой два», другое название «Ближний бомбардировщик первый» — советский лёгкий бомбардировщик времён Второй мировой войны Конструкторского бюро советского авиаконструктора Павла Сухого.
От других советских самолётов данного класса «Сухой два» отличался передовой технологией изготовления и хорошим обзором из кабины. Последняя черта позволила успешно использовать эту боевую машину в качестве артиллерийского корректировщика во второй половине Великой Отечественной войны. Для увеличения скорости полёта по первоначальному замыслу Павла Сухого бомбы помещались на внутренней подвеске внутри фюзеляжа. Первоначально предполагалось выпускать самолёт целиком из металла, однако дефицит алюминия в Советском Союзе не позволил осуществить это прогрессивное решение.

## Разработка
В 1936 году в СССР был объявлен конкурс на разработку многоцелевого самолёта «Ива́нов». В конкурсе приняли участие ЦАГИ (главный конструктор А. Н. Туполев), ЦКБ (главный конструктор Н. Н. Поликарпов), ХАИ (главный конструктор И. Г. Неман), а также Д. П. Григорович, С. А. Кочеригин и С. В. Ильюшин.
Согласно условиям конкурса будущий самолёт должен был оснащаться двигателем воздушного охлаждения М-62ИР, разработанным в ОКБ А. Д. Швецова.
Группа конструкторов под руководством П. О. Сухого предложила вариант цельнометаллического двухместного низкоплана, который и победил в конкурсе. Коллектив конструкторов во главе с Павлом Сухим был выделен в отдельное опытно-конструкторское бюро, создавшее два прототипа — СЗ-1 и СЗ-2 с двигателем М-62ИР. Индекс СЗ являлся аббревиатурой рабочего названия самолёта «Сталинское задание».
25 августа 1937 года Михаил Громов впервые поднял в воздух СЗ-1; в декабре начались полёты    второго прототипа.
На третий прототип СЗ-3 был установлен двигатель М-88Б мощностью 1000 л.с., который значительно улучшил характеристики самолёта. Этот вариант и был рекомендован для вооружения частей ВВС. Запущенные в производство в 1940 году самолёты получили обозначение «ближний бомбардировщик первый» ББ-1.
Серийный самолёт ББ-1 значительно отличался от первоначального замысла: ввиду нехватки алюминия и дороговизны его применения в массовом производстве машина получила смешанную деревянно-металлическую конструкцию, которая значительно удешевила изделие.
В связи с изменением индексации самолётов с декабря 1940 года ББ-1 получил обозначение Су-2 по имени главного конструктора.
Производство нового бомбардировщика планировалось развернуть на заводах № 31 (Таганрог), № 135 (Харьков) и № 207 (Долгопрудный). Однако завод в Таганроге, почти наладивший производство, был переориентирован на выпуск истребителя ЛаГГ-3 и так и не выпустил ни одного Су-2, а 70 почти готовых машин были переданы из Таганрога для достройки в Долгопрудный.
Приказом НКАП № 438 от 13 мая 1941 года Главному конструктору П.О. Сухому (Харьковский авиазавод № 135) поручалось обеспечить установку нового мотора Аркадия Швецова М-82 на ближнем бомбардировщике Су-2 с представлением модифицированного самолёта на испытания 1 июля 1941 года. Однако с началом боевых действий на советско-германском фронте и эвакуацией из Харькова заводского оборудования и заделов по самолётам исполнение Приказа НКАП было перенесено на более поздний срок.
В ноябре 1941 года Су-2 был модифицирован и получил название Су-4. Новая модификация бомбардировщика-штурмовика стала выпускаться с мотором М-82 (АШ-82) мощностью в 1400 л. с.; с ним скорость самолёта достигала 486 км/ч. Производство Су-2 и Су-4 было прекращено в начале 1942 года, когда закончились машинокомплекты, эвакуированные из Харькова.
В 1938 году ОКБ Павла Сухого приступило к проектированию нового бомбардировщика — модификации Су-2. Проект получил обозначение «штурмовик бомбардировщик» ШБ, он же «ближний бомбардировщик второй» ББ-2. 1940 году единственный прототип с двигателем М-88, усиленным бронированием и улучшеной аэродинамикой был потерян в процессе испытаний и в серию не пошёл.
Всего было построено 893 самолёта Су-2.

## Серийное производство
| Производитель        | 1940 | 1941 | 1942 | Всего |
| -------------------- | ---- | ---- | ---- | ----- |
| № 31 (Таганрог)      | 12   | 4    |      | 16    |
| № 135 (Харьков)      | 110  | 619  |      | 729   |
| № 135 (Молотов)      |      | 16   | 40   | 56    |
| № 207 (Долгопрудный) | 3    | 89   |      | 92    |
| Всего                | 125  | 728  | 40   | 893   |

| Производитель        | 1  | 2  | 3  | 4  | 5  | 6  | 7   | 8   | 9   | 10 | 11 | 12 | Всего |
| -------------------- | -- | -- | -- | -- | -- | -- | --- | --- | --- | -- | -- | -- | ----- |
| № 31 (Таганрог)      |    |    |    |    |    |    |     |     | 4   |    |    |    | 4     |
| № 135 (Харьков)      | 44 | 45 | 47 | 57 | 60 | 62 | 94  | 117 | 87  | 6  |    |    | 619   |
| № 135 (Молотов)      |    |    |    |    |    |    |     |     |     |    |    | 16 | 16    |
| № 207 (Долгопрудный) | 3  | 5  | 7  | 10 | 10 | 7  | 12  | 8   | 15  | 12 |    |    | 89    |
| Всего                | 47 | 50 | 54 | 67 | 70 | 69 | 106 | 125 | 106 | 18 | —  | 16 | 728   |

## Конструкция
Су-2 М-88Б — свободнонесущий одномоторный однокилевой низкоплан смешанной конструкции, с убирающимся шасси и закрытой кабиной. Конструкция самолёта смешанная: фюзеляж и киль — деревянные, остальные агрегаты — металлические. При проектировании самолёта особое внимание уделялось технологичности конструкции, что позволило применять поточный метод сборки с выходом на конвейер. Плазово-шаблонный метод отработки элементов конструкции обеспечивал взаимозаменяемость деталей планера без дополнительной подгонки.
- Фюзеляж типа полумонокок, цельнодеревянный, состоял из 20 шпангоутов, связанных между собой четырьмя лонжеронами и несколькими стрингерами, зашитыми фанерной обшивкой-скорлупой. Передняя часть фюзеляжа представляла собой сварную ферму из стальных труб с дюралевой обшивкой. Первые 19 шпангоутов — цельнодеревянные, 20-й состоял из верхней фанерной и нижней дюралевой частей. На верхней части 20-го шпангоута крепились кронштейны навески стабилизатора и кронштейны навески руля высоты, на нижней части монтировалось хвостовое колесо. Центральная и задняя часть фюзеляжа выполнялась из берёзового шпона толщиной 0,5 мм, выклеивавшегося на специальной болванке, имевшей форму фюзеляжа. Выклейка шпона производилась под углом 45° к оси самолёта. Выклеенный на болванке «кокон» крепился к деревянному каркасу из шпангоутов и стрингеров.[6] Стык центроплана крыла и фюзеляжа закрывался зализом.
- Кабина лётчика и штурмана-радиста закрывалась выпуклым обтекаемым козырьком из оргстекла и высоким выдвижным фонарём, обеспечивающим прекрасный обзор во все стороны. За косым задним срезом фонаря кабины лётчика закреплялся обтекатель турели штурмана, состоявший из неподвижно закреплённой и откидной части. Для улучшения бокового и нижнего обзора в обоих бортах за кабиной были сделаны круглые иллюминаторы, а в днище прямоугольные застеклённые окна. Обе кабины отапливались, подогрев в них воздуха обеспечивался от жаровой трубы выхлопного коллектора через специальный трубопровод, по этому же трубопроводу в кабину мог нагнетаться свежий воздух.[6]
- Крыло — цельнометаллическое двухлонжеронное, с гладкой дюралевой обшивкой. Крыло состоит из центроплана и двух отъёмных консолей с большим углом стреловидности по передней кромке. Каркас центроплана крыла состоял из двух лонжеронов, шести нервюр и двух продольных стенок. Каркас каждой консоли включал два лонжерона, 17 нервюр, заднюю стенку, стрингеры и дополнительную балку в пулемётном отсеке. Обшивка и практически все силовые элементы крыла дюралевые. Толщина обшивки от 1 до 0,6 мм. В целях улучшение аэродинамических качеств клёпка обшивки крыла от носка до второго лонжерона потайная вся остальная обшивка клепалась заклёпками с чечевицеобразными головками. Для упрощения монтажа топливных баков на нижней поверхности каждой консоли делался большой люк, закрывавшийся крышкой в виде панели. В передней кромке обеих консолей крыла установлены посадочные фары.[6]
- Механизация крыла включала посадочные щитки и элероны. Щитки располагались как на консолях, так и на центропланной части крыла (в щитках под фюзеляжем имелись окна для обзора вниз из кабины штурмана). Обшивка дюралевая. Элероны имели дюралевый каркас и полотняную обшивку, снабжались весовыми компенсаторами. На левом элероне крепился управляемый триммер.
- Киль состоял из дюралевого каркаса и фанерной обшивки. Руль направления снабжён управляемым триммером.
- Стабилизатор цельнодюралевый. Стыки между оперением и фюзеляжем прикрыты зализами. Руль высоты набирался из металлических силовых элементов, в носовой части обшивался дюралем и полностью обтягивался полотном. Имел весовую компенсацию и по триммеру на каждой половине.
- Шасси — трёхстоечное, классической схемы, с хвостовым колесом, убиралось при помощи электрогидравлического привода: главные опоры — навстречу друг другу в фюзеляж, хвостовая — назад в хвостовой кок. Колёса на основных стойках были оборудованы дисковыми тормозами с гидроприводом. В зимний период при работе на заснеженных аэродромах колёса шасси меняли на лыжи. Лыжи в убранном положении прижимались к центроплану. Лыжи изготавливали из дерева с алюминиевой подошвой.[6]
- Силовая установка — двухрядный звездообразный 14-цилиндровый мотор М-88 (М-88Б) воздушного охлаждения номинальной мощностью у земли 950 л. с. Винт — трёхлопастной, изменяемого в полёте шага, ВИШ-23 диаметром 3,25 м. Капот двигателя имел внешнюю, внутреннюю части и юбку. Внешняя состояла из трёх съёмных крышек. Юбка делилась на 2 боковых и нижний секторы. В правом секторе имелся вырез под выхлопной патрубок. Сверху за капотами между лонжеронами закреплялась съёмная панель для подхода к фюзеляжному топливному баку.
- Стрелковое вооружение — 5 пулемётов ШКАС калибра 7,62 мм. Четыре неподвижно закреплялись в консолях вне зоны вращения винта. Пятым была укомплектована МВ-5 — экранированная турель штурмана. Доступ к пулемётам в верхней поверхности крыла осуществлялся через люки. Управление стрельбой из крыльевых пулемётов производилось с помощью гашеток, расположенных на ручке управления самолётом.
- Некоторые экземпляры внештатно оборудовались вырезом в днище под кабиной штурмана и турелью МВ-2 с пулемётом ШКАС для защиты нижней полусферы.[2]
- Бомбовое вооружение размещалось как в бомбоотсеке, так и на наружных бомбодержателях.Бомбоотсек располагался под кабиной пилота вмещал до 400 кг боевой нагрузки, ещё две 100-килограммовые бомбы подвешивались под центропланом. Максимальная масса бомб, которую поднимал Су-2, составляла 600 кг. Во время войны под консолями крыла устанавливали до 10 пусковых установок ракет РС-82.[6]
- В качестве средства связи использовалась радиостанция РСБ «Двина», размещённая в кабине штурмана. Радиостанция использовалась на самолётах, выполнявших задачи разведки и корректировки огня. На бомбардировщиках радиостанции снимали. У правого борта кабины штурмана устанавливался фотоаппарат. Аэронавигационное оборудование обеспечивало полёты в сложных метеоусловиях.[6]
- Управление самолётом двойное смешанное. Руль высоты, элероны и закрылки имели жёсткую проводку управления, а руль высоты, триммеры и костыль тросовую. Щитки управлялись с помощью гидроцилиндра через систему тяг и качалок. Механизм уборки и выпуска шасси электрогидравлический. Система управления дублированная, что позволяло штурману заменить раненного или погибшего пилота, это позволило сохранить и довести до аэродрома не один десяток сильно повреждённых Су-2.[6] Дублирование управления позволяло также использовать серийный самолёт для обучения пилотов.
- Электрооборудование — потребители электроэнергии это бортовые огни, расположенные на концах крыльев, хвостовой огонь и фара, установленная в левой консоли крыла. Источники питания электрооборудования — генератор с приводом от мотора и аккумулятор.[6]

## Боевое применение
К 22 июня 1941 года подавляющее большинство бомбардировщиков Су-2 было сосредоточено в западных военных округах.
- ЗОВО — 100 (на 1 июня — 89, получено 11)
  - 43-й ббап — 25
  - 97-й ббап — 50
  - 209-й ббап — 25
- КОВО — 116 (на 1 июня — 99, получено 17)
  - 226-й ббап — 55
  - 227-й ббап — 61
- ОдВО — 25 (на 1 июня — 21, получено 4)
  - 210-й ббап — 3
  - 211-й ббап — 22
- ХВО — 123 (на 1 июня)
  - 103-й ббап
  - 135-й ббап.

Скорее всего к началу войны полки имели штатное количество самолётов — 64 Су-2 в каждом. Однако к моменту передислокации полков на аэродром Новозыбков 28 июня 1941 года в 103-м числилось только 38 Су-2, в 135-м — 43.
Всего в строевых частях было около 365 — 370 самолётов. Кроме того ещё 7 самолётов находились в учебном центре, а порядка 80 готовых машин стояли на заводах в ожидании отправки в войска (на 1 июля в Харькове скопилось 90 таких самолётов).
По отчётам до конца 1941 года армия должна была получить ещё более 700 самолётов. Ударными темпами шла подготовка пилотов и штурманов. Су-2 применялся не только в качестве ближнего бомбардировщика, но и штурмовика. Однако именно неприспособленность самолёта к штурмовке объясняется факт чрезвычайно высоких потерь в первые месяцы войны.
Совершив в 1941 году примерно 5000 вылетов на Су-2, советские ВВС потеряли в бою и пропавшими без вести всего 222 этих самолёта, то есть одна потеря приходилась на 22,5 вылета. При этом средние боевые безвозвратные потери советских бомбардировщиков в 1941 году составили 1 самолёт на 14 вылетов, то есть были в 1,61 раз больше.
В частях, имевших на вооружении одновременно Пе-2 и Су-2, также отмечались значительно меньшие потери последних, несмотря на формально лучшие ТТХ машин Петлякова: в итоговой сводке 66-й авиадивизии за 1941 год боевые потери Пе-2 определяются в 1 потерю на 32 вылета, а у Су-2 на 1 потерю приходился 71 вылет.

## Модификации
- Штурмовик-бомбардировщик ШБ (ББ-2)
- Ближний бомбардировщик Су-4 (ББ-3)

## Технические характеристики
по Су-2 М-82 № 15116 серийный, апрель 1942
- Экипаж: 2 чел.
- Максимальная скорость у земли: 430 км/ч
- Максимальная скорость на высоте 5850 м: 486 км/ч
- Дальность полёта: 910 км
- Практический потолок: 8400 м
- Время набора высоты 5000 м: 9,8 мин
- Длина: 10,46 м
- Высота: 3,94 м
- Размах крыла: 14,3 м
- Площадь крыла: 29 м²
- Масса пустого: 3220 кг
- Масса снаряжённого: 4700 кг
- Длина разбега: 380 м
- Длина пробега: 290 м
- Двигатели: 1 × М-82
- Номинальная мощность: 1330 л. с.
- Стрелковое вооружение: 
  - 4 × 7,62 мм ШКАС неподвижных в крыльях
  - 1-2 × 7,62 мм ШКАС подвижных у стрелка-радиста
- Боезапас: 3400 на неподвижные пулемёты и 1500 на подвижные
- Бомбовая нагрузка: 600 кг
- Подвесные вооружения: 8 × НУРС РС-82 или РС-132

## Интересные факты
- К 22 июня 1941 года в ВВС РККА полностью был оснащён этими самолётами только один 135-й ББАП и ещё семь авиаполков получили по несколько Су-2.
- Су-2 из состава 211 ББАП оказался первым самолётом, который сбил (по ошибке) в первый же день войны, 22 июня 1941 года, будущий советский ас и маршал авиации Александр Покрышкин. Покрышкин позднее оправдываясь, заметил, что не знал силуэта Су-2[7]., так как это был новый и секретный самолёт ВВС СССР[8][9]. Сбитие наблюдал летевший в той же группе Су-2 Иван Пстыго (также будущий маршал авиации, а после войны — однокурсник Покрышкина на учёбе в Высших офицерских курсах ВВС в Липецке)[9].
- На Су-2 был совершён единственный известный случай воздушного тарана, совершённого женщиной; 12 сентября 1941 года пилот, старший лейтенант Екатерина Зеленко на своём Су-2 сбила тараном немецкий истребитель Me-109, отрезав самолёту крыло своим винтом, после чего второй Me-109 сбил её самолёт, который она пыталась после тарана приземлить; лётчица погибла. Штурман-бортстрелок по приказу командира ранее покинул самолёт в воздухе с парашютом и остался жив, доложив результаты разведывательного полета.
- На Су-2 начинал воевать Виктор Голубев, впоследствии дважды Герой Советского Союза. До того, как его сбили, он успел совершить на бомбардировщике 7 боевых вылетов. После возвращения в строй прошёл переобучение на Ил-2[10].

## Память
Документальная кинематография
- Бомбардировщик Су-2 в документальной киносъёмке:   Союзкиножурнал, выпуск № 100 от 14 октября 1941 года. Первый сюжет

Полноразмерный макет Су-2
- Полноразмерный макет-реплика Су-2 находится в музейной экспозиции «Оборона Сталинграда» в городе Волгограде. П. О. Сухой лично распорядился о постройке полноразмерного металлического макета Су-2 по оригинальным чертежам, сохранившимся в архиве. В 2010 году макет реставрирован специалистами компании «Сухой».[11]

Масштабные коллекционные модели Су-2
- Специализированные фирмы выпускают коллекционные модели самолёта Су-2 в различных масштабах